# Melanolophia munda
Melanolophia munda är en fjärilsart som beskrevs av W. Warren 1907. Melanolophia munda ingår i släktet Melanolophia och familjen mätare. Inga underarter finns listade i Catalogue of Life.